# Litania
Uma litania (português europeu) ou ladainha (português brasileiro) é uma forma de oração utilizada especialmente no culto católico que consiste em uma série de preces organizada em curtas invocações alternadamente entre um solista e a assembleia produzindo um efeito encantatório. A resposta da assembleia pode ser Kyrie eleison "rogai por nós", "ouvi-nos". A liturgia ortodoxa distingue entre ectenis (orações intercessão intensa) e litanias (súplicas).

## Etimologia
O termo vem do latim litania, derivado do grego lite, e significa oração ou súplica. Em virtude de ser um conjunto de preces, a litania é um tipo de oração intercessória.